# المملكة (مسلسل كوري)
المملكة (بالكورية: 킹덤) هو مسلسل رعب وإثارة تاريخي كوري جنوبي صدر عام 2019، من بطولة جو جي هون، ريو سونغ-ريونغ، باي دو نا، كيم سانغ هو، كيم سونغ كيو، كيم هي-جون. تم إنشاؤه وكتابته بواسطة المؤلفة كيم اون هي، مبني على الويب تون «مملكة الآلهة» للكاتبة كيم أون هي والرسام يانغ كيونغ إيل. وهو أول مسلسل كوري أصلي من إنتاج نتفليكس. تم عرضه لأول مرة في 25 يناير 2019

## القصة
تقع أحداث دراما «مملكة» في فترة العصور الوسطى من عصر جوسون، تحكي قصة ولي العهد المتوج لي تشانغ الذي تم إرساله في مهمة انتحارية للتحقيق في مرض غامض ينتشر في بلاده، تهدد هذه الحقيقة المملكة عندما يكتشف أنه مرض فظيع وخطير يتخذ هيئة الموتى الأحياء.
ينتشر الطاعون، لا أحد يستطيع أن يكون بأمان، ولي العهد الذي يقاتل لحماية جوسون من الأحياء والأموات الذين يقفون في طريقه عندها تبدأ الحرب الدموية.

## طاقم
- جو جي هون: في دور وريث العرش لي تشانغ[10]
- كيم تاي أيول: في دور لي تشانغ صغيرا
- باي دونا: في دور سيو بي
- ريو سونغ ريونغ: في دور جو هاك جو
- كيم هيو جون: في دور الملكة
- كيم سانغ هو بدور مو يونغ
- جي يانا جون بدور آشين (ج2-3).[11]
- بارك بيونغ ايون بدور مين تشوي روك (ج2-3)

## الإنتاج
صناعة:
- منشئ : كيم اون هي و يانغ كيونغ إيل.
- المساهم : شبكة نتفلكس.
- فريق العمل : شركة AStory.
- كتابة واخراج : المسلسل من إخراج كيم سيونغ هون وبارك ان جي ومن كتابة كيم اون هي. جميع حلقات المسلسل من إخراج كيم سيونغ هون، باستثناء معظم حلقات الموسم الثاني، التي أخرجها بارك ان جي.
- تكلفة إنتاج : 35 مليار وون.

في 5 مارس 2017، أعلنت Netflix أنها أعطت طلبًا لانتاج المسلسل "للموسم الأول. إلى جانب إعلان عن المسلسل، تم التأكيد على أن كيم سيونغ هون هو مخرج المسلسل وأن كيم اون هي سينسب الفضل إليها باعتبارها الكاتب والمؤلف للعمل. تم تحديد شركات الإنتاج المشاركة في المسلسل وهي شركة AStory. انضم المخرج بارك إن جي إلى الإنتاج وأخرج الحلقة الثانية إلى الحلقة السادسة من الموسم الثاني. من المقرر أن يقوم المخرج كيم سيونغ هون بإخراج الحلقة الخاصة والتي بأسم «المملكة: أشين الشمال» مع كيم اون هي ككاتبة سيناريو.
هي دراما تاريخية بميزانية إنتاج ضخمة، حيث بلغت تكلفة كل حلقة أكثر من 1.78 مليون دولار. حتى قبل إصدار الموسم الأول، أعلنت Netflix أنها ستقوم بموسم ثانٍ. بدأ تصوير الموسم الثاني في فبراير 2019.

### أحداث
في 16 يناير 2018، توفي أحد أعضاء طاقم الفريق الفني بسبب إرهاق العمل. في 14 مارس 2019، أفيد خبر على وفاة موظف في فريق الإنتاج في مرحلة تصوير الموسم الثاني إثر تعرضه لحادث سير.
في 7 يناير 2021، اشتعلت النيران في قلعة في موقع تصوير الخاص بفصل «المملكة: أشين الشمال» ودمرت اجزاء من القلعة اثناء اطفاء الحريق ولم تسفر عن أيت اصابات.

#### طاقم
اختير الممثل سونغ جونغ جي للدور الرئيسي للمرة الأولى لكنه رفض. في سبتمبر 2017، أفيد أن جو جي هون وريو سيونغ ريونغ وباي دو نا كانوا في محادثات للانضمام للمسلسل. تم تاكيد انضمام الثلاثة في وقت لاحق.
في نوفمبر 2019، أفيد أن جو جي هون سيشارك مرة أخرى في الموسم الثاني.

## الإصدار
في 17 ديسمبر 2018، تم إصدار المقطع الدعائي الرسمي الأول للمسلسل. في 25 يناير 2019، تم إصدار الموسم الأول من المسلسل، المكون من ست حلقات، على شبكة نتفليكس. تم إصدار الموسم الثاني، المكون أيضًا من ست حلقات، في 13 مارس 2020.

## نظرة على السلسلة
| الموسم | الحلقات | الحلقات | الأصلي        | الأصلي        |
| الموسم | الحلقات | الحلقات | الأول         | الأخير        |
| ------ | ------- | ------- | ------------- | ------------- |
| 1      | 6       | 6       | 25 يناير 2019 | 25 يناير 2019 |
| 2      | 6       | 6       | 13 مارس 2020  | 13 مارس 2020  |
| خاصة   | 1       | 1       | 23 يوليو 2021 | 23 يوليو 2021 |

## الجوائز والترشيحات
| قائمة الجوائز والترشيحات | قائمة الجوائز والترشيحات | قائمة الجوائز والترشيحات                        | قائمة الجوائز والترشيحات | قائمة الجوائز والترشيحات |
| الجائزة                  | الفئة                    | المستلم                                         | النتيجة                  | م.                       |
| ------------------------ | ------------------------ | ----------------------------------------------- | ------------------------ | ------------------------ |
| جوائز بايكسانغ للفنون    | أفضل دراما               | مملكة                                           | رُشِّح                      | [ 30 ]                   |
| جوائز بايكسانغ للفنون    | جائزة فنية               | كيم نام شيك، ريو جون هي (المؤثرات البصرية)      | رُشِّح                      | [ 30 ]                   |
| جوائز محتويات آسيا       | أفضل دراما               | مملكة                                           | رُشِّح                      | [ 31 ] [ 32 ]            |
| جوائز محتويات آسيا       | أفضل ممثل                | جو جي هون                                       | فوز                      | [ 31 ] [ 32 ]            |
| جوائز محتويات آسيا       | أفضل كاتب                | كيم اون هي                                      | فوز                      | [ 31 ] [ 32 ]            |
| جوائز محتويات آسيا       | جائزة فنية               | تأثيرات بصرية، مكياج، تصميم أزياء، مؤثرات صوتية | فوز (المؤثرات البصرية)   | [ 31 ] [ 32 ]            |

## روابط خارجية
- المملكة على موقع IMDb (الإنجليزية)
- المملكة على موقع روتن توميتوز (الإنجليزية)
- المملكة على موقع نتفليكس (الإنجليزية)
- المملكة على موقع فيلمافينيتي (الإسبانية)
- المملكة على موقع كينوبويسك (الروسية)
- المملكة على موقع ألو سيني (الفرنسية)
- المملكة على موقع قاعدة بيانات الفيلم (الإنجليزية)